# Paloma (drag queen)
Pour les articles homonymes, voir Paloma.
Hugo Bardin, plus connu sous son nom de scène Paloma, est un comédien français, réalisateur et drag queen, principalement connu pour avoir remporté la première saison de Drag Race France.

## Biographie

### Jeunesse et éducation
Hugo Bardin naît le 30 juin 1991 ; il est originaire de Clermont-Ferrand, dans le Puy-de-Dôme,. Il découvre le théâtre à l'âge de quatre ans.
En 2009, après l'obtention de son baccalauréat, il poursuit ses études au cours Florent, à Paris, tout en exerçant plusieurs métiers dans le domaine du spectacle, notamment comédien, metteur en scène ou encore costumier, habilleur et perruquier,.
Il est le petit-fils de l’historien Pierre-François Aleil.

### Carrière

#### En tant que réalisateur
Son premier long métrage, intitulé Neiges d'automne, est distribué le 27 mai 2015 au cinéma Saint-André-des-Arts,.
Le 6 avril 2022, Hugo Bardin annonce la distribution de son court métrage Paloma au festival Music et Cinéma de Marseille, où le film remporte le prix du public et le grand prix de la meilleure musique originale avec Love, l'artère, ainsi qu’au festival du cinéma européen de Lille.
En février 2025, il annonce travailler sur un long-métrage centré sur la vie de la meneuse de revue et écrivaine trans Bambi. L'écriture du scénario se fait avec l'artiste elle-même.

#### En tant que comédien
Pendant et après sa formation au cours Florent, il monte onze pièces dont La Reine Margot d'Alexandre Dumas, une version clownesque d'Amélie Poulain et Un air de Famille d'Agnès Jaoui. Il joue également dans une production de Merlin ou la Terre dévastée de Tankred Dorst.
En 2022, il interprète sous son personnage de drag queen le rôle éponyme de son court métrage Paloma. La même année, il joue dans la mini-série TF1 Une si longue nuit,. Toujours en 2022, il est annoncé qu'il a obtenu un rôle aux côtés de Tomer Sisley dans la cinquième saison de la série Balthazar,.
En 2024, Hugo Bardin est annoncé comme membre du jury de la Queer Palm du Festival de Cannes 2024, aux côtés de Lukas Dhont, Juliana Rojas, Sophie Letourneur et Jad Salfiti.

#### En tant que drag queen
Hugo Bardin découvre le drag à 17 ans dans une mise en scène de la pièce de théâtre Qu'une tranche de pain de Rainer Werner Fassbinder, jouée à la Comédie de Clermont-Ferrand, puis s'éloigne de ce domaine pour privilégier sa carrière de comédien de théâtre,.
En 2018, il renoue avec cet art en choisissant le nom de scène Paloma, en référence au cinéma de Pedro Almodóvar, aux années 1980 et à Paloma Picasso.
Le 2 juin 2022, Paloma est annoncée comme l'une des dix candidates de la première saison de Drag Race France,. Elle remporte la compétition le 11 août face à La Grande Dame et Soa de Muse,.
En mars 2023, Paloma intègre l'émission Quotidien menée par Yann Barthès, dans laquelle elle interprète tous les vendredis des sketchs comiques centrés autour de personnages fictifs ou de caricatures,.
En juin 2023, France TV annonce, à l'occasion de la deuxième saison de Drag Race France, une nouvelle émission nommée Drama Queens, chez Paloma, diffusée juste après l'épisode de Drag Race. Paloma, accompagnée à chaque fois d'une candidate différente de la première saison, y débriefe l'épisode venant d'être diffusé.
Avec la journaliste Élodie Petit, elle participe au podcast Absolument fabuleuses.
Paloma incarne Coco, une drag queen, dans The Walking Dead: Daryl Dixon.
Depuis le 15 septembre 2023, Paloma est en tournée en France avec son seul en scène Paloma au plurielles.
En 2024, on la retrouve aux côtés de Bertrand Chameroy dans l'émission Bertrand n'a pas sommeil diffusées tous les vendredis soirs en deuxième partie de soirée sur France 2. Paloma y joue la voisine de Bertrand qui va faire des happenings au cours de l'émission et chaque semaine interroger un des invités dans un séquence intitulée Dans de beaux drags.

## Esthétique
Le personnage de Paloma naît du croisement de références culturelles diverses issues de la culture légitime et de la culture populaire : actrices du cinéma de Pedro Almodóvar, personnages féminins empruntés à la littérature ou au divertissement, comme Milady du roman Les Trois Mousquetaires d’Alexandre Dumas ou Daphné de la franchise Scooby-Doo, chanteuses des années 1980, comme Mylène Farmer ou Catherine Ringer,.
À travers l'esthétique de Paloma, Hugo Bardin entend représenter diverses facettes de la féminité afin de la soustraire à son statut de muse dans l’art. Il souhaite ainsi lutter contre les représentations majoritaires des femmes de pouvoir, souvent réduite aux stéréotypes de femmes diaboliques, lesbiennes ou nymphomanes.

## Activisme
Définissant l’art du drag comme un art de rébellion contre les codes de la société hétéronormée, Hugo Bardin met le personnage de Paloma au service d'une vocation politique : divertir tout en éduquant. Depuis son passage à l’émission Drag Race France en 2022, Paloma est devenue une porte-parole de la communauté LGBTQIA+ en France.
Le 27 octobre 2022, lors du passage de la tournée Drag Race France Live à Clermont-Ferrand, Paloma devient marraine de la délégation Auvergne de l'association SOS Homophobie et reçoit la Médaille de la Ville des mains du maire Olivier Bianchi.
Soucieux d’équité salariale et du statut socio-professionnel des drag queens et des drag kings, Hugo Bardin aspire à une meilleure reconnaissance du drag et à son intégration au régime de l'intermittence du spectacle, prérequis à une rémunération juste et systématique des artistes drag.

## Récompenses
Le 18 juin 2023, lors de la cérémonie des Out d'or, Paloma est nommée personnalité LGBTQ+ de l'année. C'est La Briochée qui reçoit le trophée en son nom.
En 2023, aux côtés du casting de Drag Race France, elle remporte également le Q d'or dans la catégorie phénomène TV, décerné par l'émission Quotidien.
La même année, elle remporte également un Têtu Award de la Visibilité Grand Public.

### Décoration
- Chevalier de l'ordre des Arts et des Lettres (2025)[26]

## Filmographie

### En tant que réalisateur

#### Court métrage
- 2022 : Paloma

#### Longs métrages
- 2015 : Neiges d'automne

#### Télévision
- 2021 : La Saison des sorcières

### En tant que comédien

#### Cinéma
- 2012 : 14 septembre de Christian McCallum (court métrage) : Foxy
- 2013 : Seul ensemble de Valentin Jolivot (court métrage)[27] : Vera
- 2013 : Price Tag de Valentin Jolivot (court métrage)
- 2015 : Tohu Bohu de Florence et Anne Fauquet (court métrage) : Stan
- 2022 : Paloma de lui-même (court métrage) : Paloma

#### Télévision
- 2022 :
  - Une si longue nuit de Clothilde Jamin et Nicolas Clément : Stéphanie
  - Balthazar de Clothilde Jamin et Clélia Constantine (saison 5)
- 2023-2024 : The Walking Dead: Daryl Dixon : Coco

### En tant que drag queen

#### Télévision
- 2022 : Drag Race France : candidate, première place (saison 1)[17],[28]
- 2023 : Quotidien[18] : chroniqueuse
- 2023 : Drama Queens, chez Paloma : présentatrice
- 2024 : Drag Race Belgique : invitée, saison 2, épisode 1
- 2024 : Fort Boyard : candidate
- 2024 : cérémonie d'ouverture des Jeux olympiques de Paris 2024 : une des artistes queers reproduisant le tableau Le Festin des dieux de Jan van Bijlert (vers 1635)
- 2025 : Sous les paillettes de la rage sur Histoire TV
- 2025 : Drag Race France All Stars : invitée (saison 1, épisode 2)

#### Web-séries
- 2019 : Gourmandes ![29]
- 2022 :
  - Tea Time par Tinder x Drag Race (épisodes 3, 7 et 8)[30]
  - La Boîte à Questions de Canal+ (émission du 22 septembre 2022)[31]
- 2023 : Drag Save the Queen

#### Clips vidéo
- 2022 : Love l'artère d'elle-même[32]
- 2024 : P.A.L.O.M.A d'elle-même et Olivier Calautti[33]

## Discographie
| Année | Titre                            | Artiste                             | Album  |
| ----- | -------------------------------- | ----------------------------------- | ------ |
| 2022  | Boom Boom (Les sœurs Jacquettes) | Drag Race France                    | Single |
| 2022  | Love, l'artère                   | Paloma, Marc Bret-Vittoz            | Single |
| 2024  | P.A.L.O.M.A                      | Paloma feat. Rebeka Warrior & RAUMM | Single |

## Tournées

### Drag Race France Live(2022–2023)
| Date               | Ville            | Pays     | Lieu                                |
| ------------------ | ---------------- | -------- | ----------------------------------- |
| Septembre 2022     |                  |          |                                     |
| 1er septembre 2022 | Paris            | France   | Casino de Paris                     |
| 2 septembre 2022   | Paris            | France   | Casino de Paris                     |
| 3 septembre 2022   | Paris            | France   | Casino de Paris                     |
| 6 septembre 2022   | Nancy            | France   | Ensemble Poirel                     |
| 8 septembre 2022   | Lille            | France   | Théâtre Sébastopol                  |
| 10 septembre 2022  | Nantes           | France   | Cité des congrès de Nantes          |
| 13 septembre 2022  | Bruxelles        | Belgique | Cirque Royal                        |
| 17 septembre 2022  | Marseille        | France   | CEPAC Silo                          |
| 22 septembre 2022  | Bordeaux         | France   | Théâtre Femina                      |
| Octobre 2022       |                  |          |                                     |
| 14 octobre 2022    | Paris            | France   | Casino de Paris                     |
| 15 octobre 2022    | Paris            | France   | Casino de Paris                     |
| 16 octobre 2022    | Paris            | France   | Casino de Paris                     |
| 19 octobre 2022    | Bordeaux         | France   | Théâtre Femina                      |
| 20 octobre 2022    | Montpellier      | France   | Corum                               |
| 21 octobre 2022    | Lyon             | France   | Bourse du travail de Lyon           |
| 23 octobre 2022    | Strasbourg       | France   | Palais de la musique et des congrès |
| 25 octobre 2022    | Toulouse         | France   | Casino Barrière de Toulouse         |
| 27 octobre 2022    | Clermont-Ferrand | France   | La Coopérative de Mai               |
| 29 octobre 2022    | Nice             | France   | Acropolis                           |
| Novembre 2022      |                  |          |                                     |
| 3 novembre 2022    | Rennes           | France   | Le Liberté                          |
| 5 novembre 2022    | Lyon             | France   | Bourse du travail de Lyon           |
| 7 novembre 2022    | Lille            | France   | Théâtre Sébastopol                  |
| 9 novembre 2022    | Paris            | France   | Casino de Paris                     |
| 10 novembre 2022   | Paris            | France   | Casino de Paris                     |
| Février 2023       |                  |          |                                     |
| 14 février 2023    | Paris            | France   | Casino de Paris                     |
| 15 février 2023    | Paris            | France   | Casino de Paris                     |
| 16 février 2023    | Paris            | France   | Casino de Paris                     |
| 17 février 2023    | Paris            | France   | Casino de Paris                     |
| 18 février 2023    | Paris            | France   | Casino de Paris                     |

### Paloma au plurielles(2023)
| Date              | Ville             | Pays           | Lieu                        |
| Septembre 2023    | Septembre 2023    | Septembre 2023 | Septembre 2023              |
| ----------------- | ----------------- | -------------- | --------------------------- |
| 15 septembre 2023 | Clermont-Ferrand  | France         | Comédie des Volcans         |
| 18 septembre 2023 | Paris             | France         | L'Européen                  |
| 19 septembre 2023 | Paris             | France         | L'Européen                  |
| 20 septembre 2023 | Paris             | France         | L'Européen                  |
| 23 septembre 2023 | Décines           | France         | Théâtre à l'Ouest           |
| 27 septembre 2023 | Auray             | France         | Théâtre à l'Ouest           |
| 30 septembre 2023 | Lille             | France         | Théâtre Louis Pasteur       |
| Octobre 2023      |                   |                |                             |
| 2 octobre 2023    | Bruxelles         | Belgique       | Théâtre de la Toison d'or   |
| 4 octobre 2023    | Seyssinet-Pariset | France         | L'Ilyade                    |
| 6 octobre 2023    | Strasbourg        | France         | La Scène                    |
| 10 octobre 2023   | Paris             | France         | La Scala                    |
| 11 octobre 2023   | Paris             | France         | La Scala                    |
| 12 octobre 2023   | Paris             | France         | La Scala                    |
| 13 octobre 2023   | Paris             | France         | La Scala                    |
| 14 octobre 2023   | Paris             | France         | La Scala                    |
| 17 octobre 2023   | Rouen             | France         | Théâtre à l'Ouest           |
| 21 octobre 2023   | Pacé              | France         | Le Ponant                   |
| 24 octobre 2023   | Toulouse          | France         | La Comédie                  |
| 25 octobre 2023   | Bordeaux          | France         | Le Trianon                  |
| 28 octobre 2023   | Lyon              | France         | Salle Victor Hugo           |
| Novembre 2023     |                   |                |                             |
| 7 novembre 2023   | Caen              | France         | Théâtre à l'Ouest           |
| 14 novembre 2023  | Marseille         | France         | Espace Julien               |
| FÉVRIER 2024      |                   |                |                             |
| 23 février 2024   | Nantes            | France         | Auditorium 800              |
| 27 février 2024   | Lille             | France         | Le Splendid                 |
| 28 février 2024   | Auderghem         | Belgique       | Centre Culturel d'Auderghem |
| AVRIL 2024        |                   |                |                             |
| 30 avril 2024     | Lausanne          | Suisse         | Théâtre Boulimie            |
| MAI 2024          |                   |                |                             |
| 1er mai 2024      | Lausanne          | Suisse         | Théâtre Boulimie            |